# Gone Baby Gone
Gone Baby Gone er en amerikansk kriminalfilm fra 2007, instrueret af Ben Affleck. Ben Affleck og Aaron Stockard har lavet filmmanuskriptet ud fra en roman af samme navn, skrevet af Dennis Lehane. I hovedrollerne er Casey Affleck og Michelle Monaghan som Patrick Kenzie og Angela Gennaro; to privatdetektiver, der deltager i jagten på en forsvundet 4-årig pige i Boston-bydelen Dorchester. Amy Ryan spiller den forsvundne piges mor Helene McCready, hvilket gav hende en nominering til en Oscar for bedste kvindelige birolle.
Filmen havde premiere 19. oktober 2007 i USA og 25. december 2007 i Danmark. I Storbritannien udskød man premieren til 18. april 2008, pga. den i medierne meget omtalte sag om den britiske pige Madeleine McCann, der forsvandt i 2007. 